# Flecha
Flecha, właśc. Gilberto Alves de Souza (ur. 31 grudnia 1946 w Porto Alegre) – brazylijski piłkarz, występujący podczas kariery na pozycji napastnika.

## Kariera klubowa
Flecha karierę piłkarską rozpoczął w klubie Avenidzie Santa Cruz do Sul w 1966 roku. W latach 1968–1971 był zawodnikiem Grêmio Porto Alegre. W Grêmio 7 sierpnia 1971 w wygranym 3-0 wyjazdowym meczu z São Paulo FC Flecha zadebiutował w lidze brazylijskiej. Był to udany debiut, okraszony zdobytą bramką. W 1972 roku był zawodnikiem Coritiby. Z Coritibą zdobył mistrzostwo stanu Parana – Campeonato Paranaense w 1972 roku.
W latach 1973–1976 występował w Américe Rio de Janeiro. W kolejnych latach występował w Guarani FC, EC Juventude, Figueirense FC i Brasil Pelotas. W Brasil 28 listopada 1979 w wygranym 3-0 meczu z Mixto Cuiabá Flecha po raz ostatni wystąpił w lidze. Ogółem w latach 1971–1979 w lidze brazylijskiej wystąpił w 25 meczach, w których strzelił 1 bramkę. Łącznie w barwach Cruzeiro rozegrał 174 spotkania, w których strzelił 27 bramek. Karierę zakończył w 1984 w AA Colatina.

## Kariera reprezentacyjna
Flecha w reprezentacji Brazylii zadebiutował 21 lutego 1976 w wygranym 1-0 towarzyskim meczu z Reprezentacją Dystryktu Federalnego, w którym zdobył jedyną bramkę. W meczu międzypaństwowym zadebiutował 4 dni później w wygranym 2-1 meczu z reprezentacją Argentyny w rozgrywkach Copa del Atlantico 1976. Ostatni raz w reprezentacji Flecha wystąpił 9 czerwca 1976 w wygranym 3-1 meczu z reprezentacją Paragwaju. Ogółem w reprezentacji wystąpił 5 razy.
| Mecze i gole w reprezentacji | Mecze i gole w reprezentacji | Mecze i gole w reprezentacji | Mecze i gole w reprezentacji | Mecze i gole w reprezentacji | Mecze i gole w reprezentacji | Mecze i gole w reprezentacji |
| #                            | Data                         | Miasto                       | Przeciwnik                   | Gol                          | Wynik                        | Rozgrywki                    |
| ---------------------------- | ---------------------------- | ---------------------------- | ---------------------------- | ---------------------------- | ---------------------------- | ---------------------------- |
| N1.                          | 21.02.1976                   | Brasília                     | Dystrykt Federalny           | Gol                          | 1:0                          | towarzyski                   |
| 1.                           | 25.02.1976                   | Montevideo                   | Urugwaj                      |                              | 2:1                          | Copa del Atlantico 1976      |
| 2.                           | 27.02.1976                   | Buenos Aires                 | Argentyna                    |                              | 2:1                          | Copa del Atlantico 1976      |
| 3.                           | 07.04.1976                   | Asunción                     | Paragwaj                     |                              | 1:1                          | Copa del Atlantico 1976      |
| N2.                          | 02.06.1976                   | San Francisco                | Pumas UNAM                   |                              | 4:3                          | towarzyski                   |
| 4.                           | 04.06.1976                   | Guadalajara                  | Meksyk                       |                              | 3:0                          | towarzyski                   |
| 5.                           | 09.06.1976                   | Rio de Janeiro               | Paragwaj                     |                              | 3:1                          | Copa del Atlantico 1976      |